# ヘアモデル
ヘアモデル（英: hair model）は、髪型のサンプル写真・映像などにモデルとして起用される人物。その指し示す範囲は幅広いものの、一般的には広告媒体に載せる広告モデルやイメージモデルの役割を担うことが多い。髪型モデル。
髪型を主体にするとはいってもパーツモデルのように髪だけを見せる仕事はほとんどなく、多くは容姿も含めた顔全体のレベルが求められる。

## 解説
ヘアモデルのうちもっともメジャーなものはいわゆるカットモデルである。これはヘアカットモデルとも呼ばれ、免許を取得したばかりの美容師見習いのカットの練習台になるモデルのことを指す。理美容師の技術鍛錬を目的にした純粋な練習台として利用されるパターンもあることから、必ずしもすべてが外部への公開を目的としたものではない。
ヘアモデルはたいていの場合、理美容師によるヘアカット（調髪）やヘアカラー（染髪）を伴うため、短期間に続けて仕事を行うことは難しい。このため、基本的にプロ（専門）のヘアモデルは存在せず、他のジャンルのモデルが本業との兼ね合いを考えて綿密な計画を立てたうえで請け負うか、または雇用側が素人モデルから希望者を募ることになる。ヘアモデルには対価が払われる場合もあるが、特に素人モデルの場合は「プロ理美容師による無料ヘアカット」という名目になり、無給である場合も多い。理美容室のカットモデルはサロンモデルとも呼ばれる。

## サロンモデル
サロンモデルとは、その名の通りサロン（美容院）のイメージモデルを指す。ヘアモデルが髪型サンプルのモデルであるのに対して、サロンモデルはそのサロン専属のモデルで、撮影した写真や動画はサロンの宣伝などのために使われる。そして看板やポスターといった広告媒体に掲載され、ヘアカタログやネットに載ることもあり、ヘアモデルとは活躍の範囲も異なる。サロンの宣伝をする広告塔的な存在で、ヘアモデルよりも幅広いメディアに掲載されることが多くみられる。
理美容室の広告やファッション雑誌、ヘア見本冊子、ウェブサイトなどに掲載されるヘアスタイル（髪型）の実例として、サンプル写真の被写体となる役割を持つ。

## その他
ヘアモデルのうちカットを伴わない例としては、シャンプー、整髪料、かつらなどの広告モデルがある。
メイクモデルのうち、ヘアメイクモデルも一部カットを伴わない。ヘアメイクの仕事を目指す学校の生徒やスクール講師の授業のサンプル、美容師が挑戦したいイメージのメイクを、モデルの顔で挑戦する、生きた練習台としてのモデルもヘアメイクモデル。